# Hoằng Đạo
Hoằng Đạo là một xã thuộc huyện Hoằng Hóa, tỉnh Thanh Hóa, Việt Nam.
Xã Hoằng Đạo có diện tích 6,64 km², dân số năm 1999 là 5469 người, mật độ dân số đạt 824 người/km².